# Sandro Abate Five Soccer 2021-2022
La voce raccoglie i dati riguardanti la Sandro Abate Five Soccer, squadra di calcio a 5 militante in serie A, nelle competizioni ufficiali della stagione sportiva 2021-2022.

## Trasferimenti

### Sessione estiva
| Gabriele Ugherani  | CAME Treviso    |
| Gabriel Pazetti    | Lido di Ostia   |
| Lolo Suazo         | Olimpus Roma    |
| Ramon Bueno Ardite | C.M.B.          |
| Dejan Bizjak       | C.M.B.          |
| Domenico Merola    | Spartak Caserta |
| Luciano Avellino   | Cartagena       |
| Richar Gutierrez   | Bocca           |

| Marco Ercolessi    | Real San Giuseppe |
| Kaká               | Petrarca          |
| Antonio Bagatini   | Olimpus Roma      |
| Douglas Nicolodi   | Olimpus Roma      |
| Edu Villalva       | Pescara           |
| Jonas Pinto Junior | L84               |
| André Fantecele    | Mouvaux-Lille     |
| Manoel Crema       | Napoli            |
| Mario Iandolo      | Academy Pescara   |

### Sessione invernale
| Alejandro Yepes     | Napoli          |
| Angelo Creaco       | Reggio Calabria |
| You Nouss Guennouna | CAME Treviso    |

| Ramon Bueno Ardite | Fortitudo Pomezia |
| Lolo Suazo         | Ecocity Genzano   |

## Prima squadra
| N° | Naz.                 | Ruolo | Sportivo             | Anno       |  |  |
| -- | -------------------- | ----- | -------------------- | ---------- |  |  |
| 1  | Italia (bandiera)    | POR   | Giuseppe Rizzo       | 26.03.1996 |  |  |
| 5  | Italia (bandiera)    | LAT   | Gabriele Pio De Luca | 05.05.2002 |  |  |
| 6  | Italia (bandiera)    | DIF   | Ramon Bueno Ardite   | 27.09.1984 |  |  |
| 7  | Italia (bandiera)    | LAT   | Angelo Creaco        | 28.05.1989 |  |  |
| 8  | Italia (bandiera)    | DIF   | Gabriele Ugherani    | 21.11.1994 |  |  |
| 10 | Italia (bandiera)    | PIV   | Massimo Abate        | 22.01.1983 |  |  |
| 11 | Spagna (bandiera)    | PIV   | Alejandro Yepes      | 12.03.1989 |  |  |
| 16 | Italia (bandiera)    | POR   | Giuseppe Merola      | 07.12.1996 |  |  |
| 18 | Italia (bandiera)    | PIV   | Cristian Testa       | 25.01.1994 |  |  |
| 19 | Colombia (bandiera)  | PIV   | Richar Gutierrez     | 02.10.1989 |  |  |
| 20 | Brasile (bandiera)   | POR   | Thiago Pérez         | 12.02.1990 |  |  |
| 21 | Slovenia (bandiera)  | DIF   | Dejan Bizjak         | 21.04.1988 |  |  |
| 22 | Italia (bandiera)    | POR   | You Nouss Guennouna  | 06.03.1991 |  |  |
| 23 | Italia (bandiera)    | LAT   | Eduardo Dalcin       | 23.02.1989 |  |  |
| 66 | Italia (bandiera)    | LAT   | Gabriel Pazetti      | 22.01.2002 |  |  |
| 77 | Croazia (bandiera)   | DIF   | Ante Daničić         | 26.10.1986 |  |  |
| 88 | Argentina (bandiera) | DIF   | Luciano Avellino     | 12.12.1988 |  |  |
| 89 | Italia (bandiera)    | POR   | Daniele Del Prete    | 09.01.2002 |  |  |
| 93 | Spagna (bandiera)    | LAT   | Lolo Suazo           | 10.02.1992 |  |  |

## Under-19
| N° | Naz.              | Ruolo | Sportivo            | Anno       |  |  |
| -- | ----------------- | ----- | ------------------- | ---------- |  |  |
| 2  | Italia (bandiera) | UNI   | Daniel Petrillo     | 16.12.2004 |  |  |
| 3  | Italia (bandiera) | LAT   | Gerardo Fontanarosa | 23.01.2005 |  |  |
| 5  | Italia (bandiera) | LAT   | Gabriele Zeloni     | 15.05.2004 |  |  |
| 3  | Italia (bandiera) | LAT   | Gabriele Zampetti   | 08.10.2004 |  |  |
| 4  | Italia (bandiera) | POR   | Pio Damascato       | 06.02.2003 |  |  |
| 4  | Italia (bandiera) | LAT   | Davide Festa        | 05.10.2004 |  |  |
| 4  | Italia (bandiera) | UNI   | Giuseppe Santoro    | 01.08.2003 |  |  |

## Risultati

### Serie A
|  | Pos. | Squadra      | Pt | G  | V  | N | P  | GF | GS | DR |
|  | ---- | ------------ | -- | -- | -- | - | -- | -- | -- | -- |
|  | 5.   | Sandro Abate | 46 | 30 | 14 | 4 | 12 | 91 | 92 | -1 |

### Play-off
Quarto di finale
Andata
| Arbitri: | Arrigo D'Alessandro (Policoro) Fabio Rocco De Pasquale (Marsala) Nicola Maria Manzione (Salerno) |
| Crono:   | Giovanni Beneduce (Nola)                                                                         |

|                                               |           |                               |
| Yepes 9'20'’ Gutierrez 12'00'’ Dalcin 23'00'’ | Marcatori | 7'30'’ Fortino 33'00'’ Coelho |

Ritorno
| Arbitri: | Massimo Tariciotti (Ciampino) Alessandro Ribaudo (Roma 2) Marco Moro (Latina) |
| Crono:   | Fabrizio Andolfo (Ercolano)                                                   |

|                                                                              |           |                                       |
| Fortino 17'11'’, 35'59'’ Dalcin 33'08'’ (aut.) Coelho 37'05'’ Arillo 37'42'’ | Marcatori | 17'41'’, 32'24'’ Yepes 18'26'’ Bizjak |